# Edward Sarul
Edward Sarul (Nowy Kościół, Comuna de Świerzawa, 16 de novembro de 1958) é um antigo atleta polonês que foi campeão mundial no arremesso de peso. A sua melhor marca pessoal, 21.68 m, foi obtida em 1983, dias antes de obter a medalha de ouro nos Campeonatos Mundiais de Helsínquia.
Apesar de ter sido campeão mundial, Sarul nunca esteve presente numas Olimpíadas, pois o seu pico de forma foi atingido pouco antes dos Jogos de Los Angeles 1984, os quais foram boicotados pelos países do bloco comunista.